# Барчук Роман Богданович
Роман Богданович Барчук (нар. 30 січня 1990, Івано-Франківськ, Українська Радянська Соціалістична Республіка) — український футболіст, нападник франківського «Прикарпаття».

## Життєпис
Народився в Івано-Франківську, вихованець місцевої академії «Спартака»/«Прикарпаття». Окрім вище вказаного клубу, у ДЮФЛУ також виступав за долинський «Нафтовик» (2005).
Дорослу футбольну кар'єру розпочав 2007 року в бережанському «Соколі», у футболці якого зіграв 4 поєдинки та відзначився 1 голом в аматорському чемпіонаті України. На початку жовтня 2007 року підписав перший професіональний контракт, з «Енергетиком». У футболці бурштинського клубу дебютував 21 жовтня 2007 року в програному (0:1) домашньому поєдинку 16-го туру Першої ліги України проти дніпродзержинської «Сталі». Роман вийшов на поле на 55-ій хвилині, замінивши Тараса Микуша, а на 69-ій хвилині отримав жовту картку. Першим голом у професіональній кар'єрі відзначився на 89-ій хвилині програного (1:2) домашнього поєдинку 18-го туру Першої ліги проти луцької «Волині». Барчук вийшов на поле на 60-ій хвилині, замінивши Тараса Микуша. У команді провів неповні 5 сезонів, за цей час у Першій лізі України зіграв 81 матч та відзначився 11-ма голами, ще 1 поєдинок зіграв у кубку України.
На початку липня 2012 року залишив «Енергетик» та перейшов до «Кісви» (Косівська Поляна), яка виступала в чемпіонаті Закарпатської області, але так і не зіграв за команду жодного офіційного матчу. З 2012 по 2018 рік виступав у чемпіонаті Івано-Франківської області виступав за «Газовик» (Богородчани), «Ніку» (Івано-Франківськ), «Галичину-Бескид» та «Карпати» (Галичина). Окрім цього, виступав також в аматорському чемпіонаті України за богородчанський «Газовик» (2013) та франківський «Тепловик» (2016). У сезоні 2017/18 років ставав найкращим бомбардиром чемпіонату Івано-Франківської області (27 голів у 20-ти матчах), а також визнавався найкращим гравцем чемпіонату області.
Наприкінці серпня 2018 року повернувся до «Прикарпаття». У футболці франківського клубу дебютував 15 вересня 2018 року в програному (0:2) виїзному поєдинку 9-го туру Першої ліги України проти харківського «Металіста 1925». Роман вийшов на поле на 60-ій хвилині, замінивши Романа Дитка, а на 82-ій хвилині отримав жовту картку. Дебютним голом за «Прикарпаття» відзначився 7 жовтня 2018 року на 45+2-ій хвилині нічийного (1:1) домашньому поєдинку 12-го туру Першої ліги України проти «Сум». Барчук вийшов на поле в стартовому складі та відіграв увесь матч